# 新西兰独立宣言

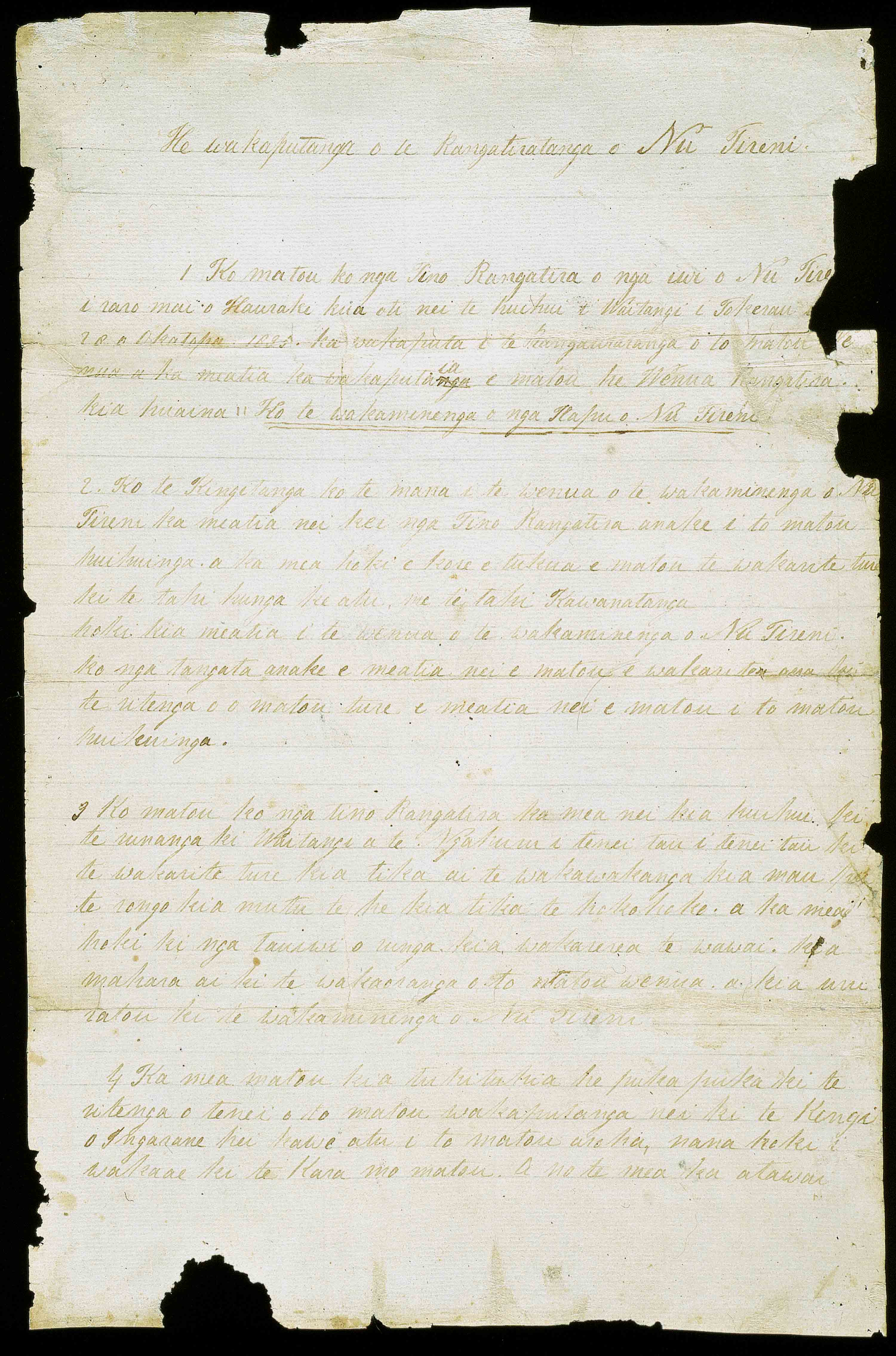
新西兰独立宣言

新西兰独立宣言是一份由包括52位毛利人酋长在內的多人于1835年签署的文件，毛利人酋长在文件中宣布新西兰主权独立，並宣布成立新西兰联合部落。 